# Cantó de Vauvèrd

El cantó de Vauvèrd és un cantó francès del departament del Gard, a la regió d'Occitània. Està inclòs al districte de Nimes, té 4 municipis i el cap cantonal és Vauvert.

## Municipis
- Aubòrn
- Bèuvesin
- Berniç
- Vauvèrd